# Camí vell de Xàtiva
El Camí Vell de Xàtiva, és una via d'època ibèrica que unia les ciutats de Xàtiva i el port de Dénia, és un ramal secundari de la Via Augusta, que unia Roma amb Cadis des del segle ii, a terres valencianes, procedent de Tàrraco, discorria per Saguntum, Valentia, Saetabis i Ilici, des d'on continuava cap a terres andaluses.
Este ramal secundari de la Via Augusta, heretat del món ibèric i utilitzat al llarg de l'Imperi Romà, que connectava les riques terres interiors amb tota l'àrea litoral i el seu port de distribució de mercaderies. Coincidiria més tard en la seua major part amb el Camí Reial Xàtiva-Dénia, que en el segle xviii, a diferència de la via romana, ja travessava les ciutats de Gandia i Oliva. Una part important de les inscripcions epigràfiques funeràries i les restes de necròpolis i enterraments es troben al costat d'este camí, com per exemple les làpides trobades a Llocnou de Sant Jeroni, Palma de Gandia, Beniarjó, Rafelcofer, la necròpolis ibèrica d'El Castellar Oliva i els enterraments de les partides de Penyalba i Favara a Pego. L'antiga calçada romana ix de Xàtiva, entra en la Vall d'Albaida i es dirigix cap a la costa, travessant tota la plana, arrimant-se sempre als contraforts muntanyenques més orientals. Esta situació deteremina que el camí passe pels principals jaciments ibèrics i pels dels inicis de la romanització.
Quan entra en l'Horta de Gandia, travessa la Vall del Vernissa i passa entre Palma de Gandia i Ador i creua el riu Vernissa i el Serpis pels llocs menys accidentats, actualment per dins del llit, però en l'antiguitat hi deurien haver ponts. Sembla que queden restes d'un pont romà al llit del Vernissa, així com els contraforts d'un altre de medieval al riu Serpis. Continua cap al sud en direcció a Beniflà, frega l'Alcudiola i entra en Rafelcofer, passant pel jaciment de la muntanya del Rabat i la muntanyeta de Sant Miquel, en direcció cap a Oliva. A l'entrada d'Oliva, el topònim Camí de la Calçada és ben explícit; poc després passa pel jaciment del taller d'àmfores romanes i, amb el nom actual de Camí Vell de Dénia, continua cap al sud creuant el rius Bullent (o séquia del Vedat) i Molinell, on queden restes de ponts medievals i per la costa es dirigix cap a l'Almadrava i el port romà de Dénia.